# Beleg van IJsselstein (1511)
Het Beleg van IJsselstein vond plaats tussen 21 april en 1 juni 1511 tijdens de Gelderse Oorlogen en het al circa 200 jaar durende stedelijk conflict tussen Utrecht en IJsselstein. In 1508 voerde de IJsselsteiners een kort beleg voor Utrecht en de Utrechters hadden een Beleg van IJsselstein in 1482 voor het laatst gedaan.

## Achtergrond
Al twee honderd jaar hadden de steden Utrecht en IJsselstein een rivaliteit tegen elkaar, dit kwam door macht en partij strijd. De eerste periode (13e eeuw) was het een strijd tussen de bisschop van Utrecht en de graven van Holland, die de heren van IJsselstein aan hun kant vaak wisten te krijgen. Na de 14e eeuw ontstond er partijstrijd tussen de Hoeken (Lichtaarts) en Kabeljauwen (Graauwaarts en Gunsterlingen), waarbij de stad Utrecht een Hoeks bolwerk was en IJsselstein een Kabeljauws toevluchtsoord.
Het ontstaan van het conflict voor het beleg, was in juli 1510, toen turfschepen in Sint-Maartensdijck werden ingenomen door Utrechters. Het plan was om IJsselstein te veroveren met in het ruim verborgen Utrechtse krijgsmannen. Deze actie mislukte doordat de schepen in ondiep water vast kwamen te zitten, echter kwam heer Floris van IJsselstein achter deze plannen. Op 28 januari 1511 kwamen Floris en zijn vader Frederik van Egmont met een wraakactie, de beweerde Utrechtse muur en de Catherijnepoort werden aangevallen door ca. 1000 IJsselsteinse troepen, deze aanval werd afgeslagen door de Utrechters, echter werd de Catharijnepoort in paniek geopend en Floris en zijn mannen verwoeste deels de beweerde stadsbuurt.
De edelman Jan III van Montfoort vond het nu tijd om tegen IJsselstein op te trekken, maar kreeg zijn bisschop Frederik van Baden niet mee, deze wenste neutraal te blijven in het stedelijk conflict. Karel van Gelre had wel oren om zich met het geschil te bemoeien en liet zich daarbij goed betalen.

## Beleg
Op 21 april begon een roversbende te plunderen in de buurtschap Eiteren en bedreigde het bastion bij de IJsselpoort. De bewoners van IJsselstein zagen dit en luidde vervolgens de klok, waarna via de IJsselpoort de jacht op de roversbende werd gemaakt. Bij het grondgebied genaamd "de Hoge Waard" volgde een gevecht, waarna de Utrechtse bende afdroop.
Op 24 april verliet Jan III van Montfoort de stad Utrecht met aan zijn zijde Evert II Soudenbalch, Duitse orde commandant Steven van Zuylen van Nyevelt, burgemeester Govert Geurtzn met de stadsbannier en ruim 1000 Utrechtse krijgsmannen. Deze mannen werden bijgestaan door ruim 2000 Gelderse troepen. Tegen de middag werd een kamp aangelegd Noord-Oost van IJsselstein, recht tegenover het kasteel.
De stad IJsselstein was voorbereid, de stadsgracht was uitgediept, de wallen versterkt en er stonden twee katapulten in de straten opgesteld als afweergeschut. De bejaarde Frederik van Egmont had samen met drost Wolter van Baeckx de leiding. 300 weerbare burgers en 300 tot 400 Habsburgse krijgsmannen gestuurd door Floris van Egmont, die elders was, waren er om de stad te verdedigen. Van 25 april tot 6 mei werd IJsselstein beschoten met pijlbeschietingen, ook hadden de Utrechters circa vijf katapulten bij zich en werden er twee bestormingtorens gebouwd. In die dagen wisten ze een uitkijktoren in de stadsmuur neer te halen, echter konden ze met stormloop niet de stad in komen. Loopgraven werden er gemaakt vlak bij de grachten. Op 5 mei werd een toren van het kasteel neergehaald. De IJsselsteiners reageerde met een katapultaanval, waardoor de Utrechters niet konden doorpakken.
Op 8 mei verscheen Karel van Gelre in het Utrechtse kamp, wat de manschappen nieuwe energie gaf. Door de nieuwe verzamelde moed in het Utrechtse kamp werd het kasteel van 8 mei tot 15 mei onder vuur genomen. Een toren van het kasteel werd neergehaald, maar opnieuw konden de Utrechters niet binnen raken. In de dagen erna ontstond er voornamelijk een buskruit probleem en ging men over tot het gebruik van vuur. Het haalde vrijwel weinig uit, veel huizen waren van leemstenen en konden snel geblust worden. Op 15 mei deden tientallen IJsselsteiners een gewaagde stadsuitbraak met paarden en wisten al plunderend schade aan te richten in het Utrechtse kamp. Vanaf 16 mei gingen de Utrechters over tot het intimideren van de stedelingen, door middel van schelden en uitlokking. Na een week ontstond er onrust in het kamp door het horen van een mogelijke komst van een ontzettingsleger uit het westen, ook was er op een avond een oranje vuurgloed te zien in de verten uit de richting van Woerden, wat angst zaaide in het Utrechtse kamp. Op 31 mei vertrok dan ook een ontzettingsleger uit Schoonhoven onder Floris van Egmont met in zijn gevolg Hendrik van Nassau, Roelant Le Fèvre, heer van Liesvelt, Filips van Bourgondië-Blaton (de latere bisschop van Utrecht) en 3000 krijgsmannen. Op 1 juni, met de komst van het ontzettingsleger, waren de Utrechters al grotendeels vertrokken.

## Nasleep
In de nadagen van 1 juni had Floris van Egmont nog een kleine confrontatie bij Jutphaas, waar 400 Utrechters gevangen werden genomen.
Ondanks dat Karel van Gelre en Floris van Egmont achterneven waren, zouden ze ruim twintig jaar op elkaar jagen tijdens de Gelderse Oorlogen.
Op 24 juli 1511 kwamen vertegenwoordigers uit de stad Utrecht en ook Habsburgse afgezanten naar het neutrale Vianen voor vredesonderhandelingen tussen de steden Utrecht en IJsselstein. Op 26 augustus werd een definitief akkoord gesloten en was de vrede getekend.